# Tanner
Tanner är ett efternamn som förekommer i flera länder. 
År 2000 hade efternamnet 46 412 innehavande i USA, år 2006 2 364 innehavande i Australien och år 2014 119 innehavande i Spanien. 2015 fanns det 23 innehavande av efternamnet i Tjeckien och 26 i Norge samt 2016 fanns det 10 innehavande i Danmark. I Sverige fanns det i juli 2017 88 personer med Tanner som efternamn, sju män med namnet som förnamn, fem män med namnet som tilltalsnamn och en kvinna med namnet som förnamn. I Finland fanns det 2017 cirka 7000 personer med Tanner som efternamn.

## Kända personer med efternamnet Tanner
- Alain Tanner, schweizisk filmregissör
- Antwon Tanner, amerikansk skådespelare
- J. Alfred Tanner, finländsk sångare och sångtextförfattare
- John Riley Tanner, amerikansk politiker
- John S. Tanner, amerikansk politiker
- Roscoe Tanner, amerikansk tennisspelare
- Väinö Tanner, finländsk politiker
- Väinö Tanner (geograf), finlandssvensk geograf